# سیتروئن سی۳-ایکس‌آر
سیتروئن سی۳-ایکس‌آر (انگلیسی: Citroën C3-XR) یک کراس‌اوور کوچک ویژهٔ عرضه در بازار چین و محصول شرکت دانگ فنگ پژو-سیتروئن، شرکت سرمایه‌گذاری مشترک فرانسه و چین است.
یک نسخهٔ سه‌جعبه‌ای از این خودرو نیز از سال ۲۰۲۰ تا ۲۰۲۱ با نام سیتروئن سی۳ال (انگلیسی: Citroën C3L) به بازار عرضه شده‌است.

## در ایران
سایپا سیلک نسخه‌ای از سیتروئن سی۳-ایکس‌آر است که در سال ۱۳۹۵ قرار بود در ایران تولید شود، اما به‌دلیل تحریم‌ها علیه ایران، پروژهٔ تولید آن در ایران متوقف شد. این پروژه بعداً و در سال ۱۴۰۱ مجدداً با نام ام۴۴ رونمایی شد اما سایپا به این دلیل که قرار شد این خودرو در کارخانهٔ سایپا در کاشان تولید شود، پس از فیس‌لیفت سیتروئن سی۳-ایکس‌آر، نام پروژهٔ «ام۴۴» را نیز به «سیلک» تغییر داد. از ابتدای سال ۱۴۰۳، رویکرد شرکت در قبال سیلک به کلی تغییر کرد و این شرکت طی عقد قرارداد با شرکای چینی، قادر به تولید سیتروئن سی۳-ایکس‌آر با ۲۰ درصد داخلی سازی در کشور شد. بنابراین، نام سیلک از این پس جای خود را به سی۳-ایکس‌آر داد و این خودرو با همان مشخصات نسخه چینی در داخل ایران عرضه می‌شود و پروژه سیتروئن سی۳ ایرانیزه لغو گردید.

### مشخصات
سیتروئن سی۳-یکس‌آر دارای موتور ۱.۲ لیتری توربو سه سیلندر است. این موتور ۱.۲ لیتری می تواند ۱۱۶ اسب بخار (۸۷ کیلووات) توان و ۱۹۰ نیوتن متر (۱۴۰ پوند نیرو-فوت) گشتاور را تولید کند، این پیشرانه، دارای اشتراک بسیاری با پیشرانه ۱۲۰۰ سی‌سی پژو، که در محصولاتی چون پژو ۲۰۸ و پژو ۲۰۰۸ و نیز اوپل کورسا و موکا به‌کار رفته است، دارد. گیربکس این خودرو هم از نوع ۶ سرعته دوکلاچه‌تر گتراگ، انتخاب شده است.